# Navicula gregaria
Navicula gregaria Donkin  – gatunek okrzemek z rodziny łodzikowatych (Naviculaceae) występujący w różnych siedliskach na całym świecie.

## Morfologia
Komórki nie tworzą kolonii. Gromadząc się, tworzą oliwkowy nalot na pokrytych obiektach. Zawierają po dwa chloroplasty po obu stronach pasa obwodowego. 
Okrywy lancetowate do eliptyczno-lancetowatych z silnie zmienionymi, wyciągniętymi końcami o różnorodnym kształcie (od spiczastych, zaokrąglonych aż po główkowate). Długość 13–30 μm, szerokość 5–7,5 μm. Prążki 13–20 w 10 μm, w środku tylko słabo promieniste, zaś na końcach silnie skumulowane. Areole 25–33 w 10 μm łatwo widoczne. Pole środkowe bardzo zmienne w zależności od skrócenia prążków (im krótsze prążki tym pole jest rozszerzone i asymetryczne). Ramiona rafy nitkowate wygięte w tę samą stronę skierowane zgodnie z asymetrycznym zgrubionym węzłem środkowym.

## Ekologia
Bardzo szeroka amplituda ekologiczna. Gatunek tolerancyjny na zanieczyszczenia organiczne. Częsty zarówno w czystych, oligosaprobowych strumieniach, jak i w zubożałych zespołach zanieczyszczonych strumieni i rzek. W wodach stojących szeroko rozprzestrzeniony, ale o mniejszej stałości niż w wodach płynących. Występuje wzdłuż wybrzeży, w ujściach rzek słonych i śródlądowych źródłach soli, a także w wodach eutroficznych. Pojawia się w różnorodnych siedliskach wodnych, takich jak baseny, jeziora, rzeki, strumienie, stawy, a czasem na wilgotnych mchach lub glebach.
Okrzemki te mają określone wartości i wąski zakres tolerancji ekologicznej w odniesieniu do wielu czynników środowiska, dlatego są dobrymi wskaźnikami stanu środowiska, np. w polskim wskaźniku IO do oceny stanu rzek wskaźnik trofii, czyli tolerancji na zawartość soli biogennych dla Navicula gregaria wynosi 3,5, a wskaźnik saprobii, czyli zanieczyszczenia materią organiczną i procesów z nią związanych wynosi 2,5, co odpowiada preferencjom wód zanieczyszczonych.

### Występowanie
Jest to gatunek wszechobecny pod względem siedlisk oraz kosmopolityczny, występując od Antarktyki po Wyspę Ellesmere’a, także w strefie równikowej. Pierwszy raz opisano go w 1861 ze zbiorów zebranych w ujściach rzek Nortumbrii. W miejscach występowania bywa bardzo liczny.

## Biologia
Wśród kwasów tłuszczowych gromadzonych w komórkach Navicula gregaria dominują jednonienasycone kwasy tłuszczowe (54,85%), zwłaszcza oleopalmitynowy, podczas gdy nasycone kwasy tłuszczowe stanowią około ⅓ zawartości, z kwasem palmitynowym na pierwszym miejscu, a wielonienasycone kwasy tłuszczowe nieco ponad 10%. Wśród nich największą frakcję tworzy kwas eikozapentaenowy.

## Gatunki podobne
- Navicula supergregaria Lange-Bertalot i Rumrich - występuje w wodach słonawych i jest trudna od odróżnienia. Gatunek ten jest większy, zaś końce ma mocno wyciągnięte. Prążki w świetle mikroskopu są widoczne jako duże punkty.
- Navicula germainii - cieniej prążkowana i posiada lekko wygięte prążki[3].